# Gerard van Wesemale
Gerard van Wezemale was de zoon van Arnold II van Wesemaele en zijn vrouw Beatrix en werd in 1290 heer van Bergen op Zoom. Hij werd voor 1253 geboren en overleed tussen augustus 1308 en 12 maart 1309.

## Voorgeschiedenis
Toen in 1268 de heer van Breda, Hendrik V van Schoten, overleed, verwierf zijn zuster Elisabeth de heerschappij. Zij trouwde met Arnoud van Leuven. Dit huwelijk bleef kinderloos en toen Elisabeth in 1282 stierf, werd aan haar man, Arnoud van Leuven, het recht van vruchtgebruik van het gebied toegestaan.
Hertog Jan I van Brabant besloot het noordwestelijke deel van Brabant te zijner tijd te verdelen over twee van zijn zusters, Aleida en Beatrix. Aleida, gehuwd met Raso van Liedekerke, kreeg het gebied dat later de Baronie ging heten. Beatrix, gehuwd met Arnoud van Wesemale, kreeg Bergen op Zoom, de heerlijkheid Wouw en de dorpen Woensdrecht en Ossendrecht. Beatrix en Arnout hadden één zoon, Gerard.
Gerard van Wesemale werd na de dood van zijn moeder en van Van Leuven in 1290 de eerste heer van Bergen op Zoom.